# Charlotte Sommer-Landgraf

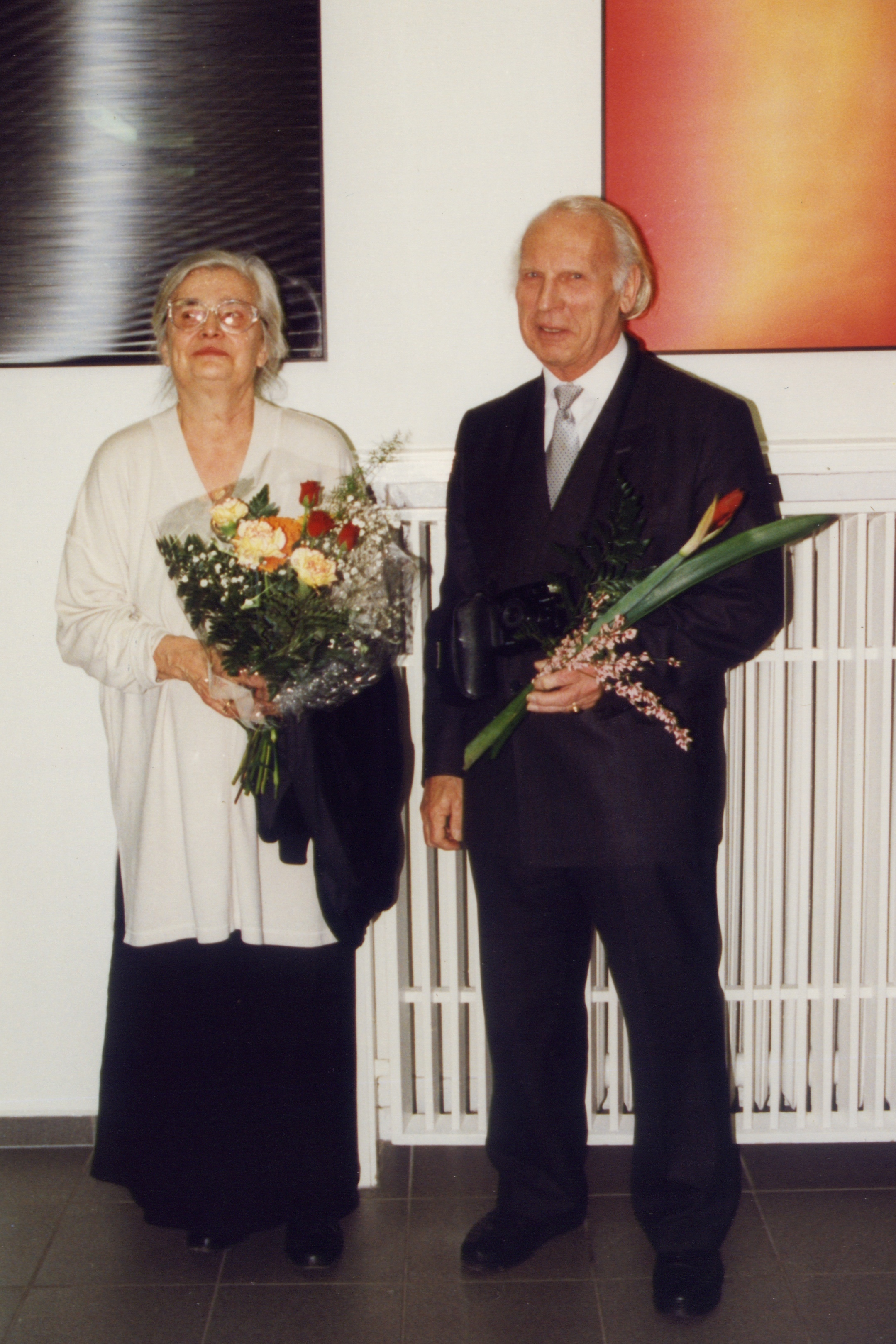
Charlotte Sommer-Landgraf und Günther Landgraf zur Eröffnung der Ausstellung am 25. Februar 1998 im Foyer der Bibliothek des Forschungszentrums Rossendorf

Charlotte Sommer-Landgraf (* 20. Juli 1928 in Dresden; † 11. November 2006 ebenda) war eine deutsche Bildhauerin und Grafikerin.

## Leben

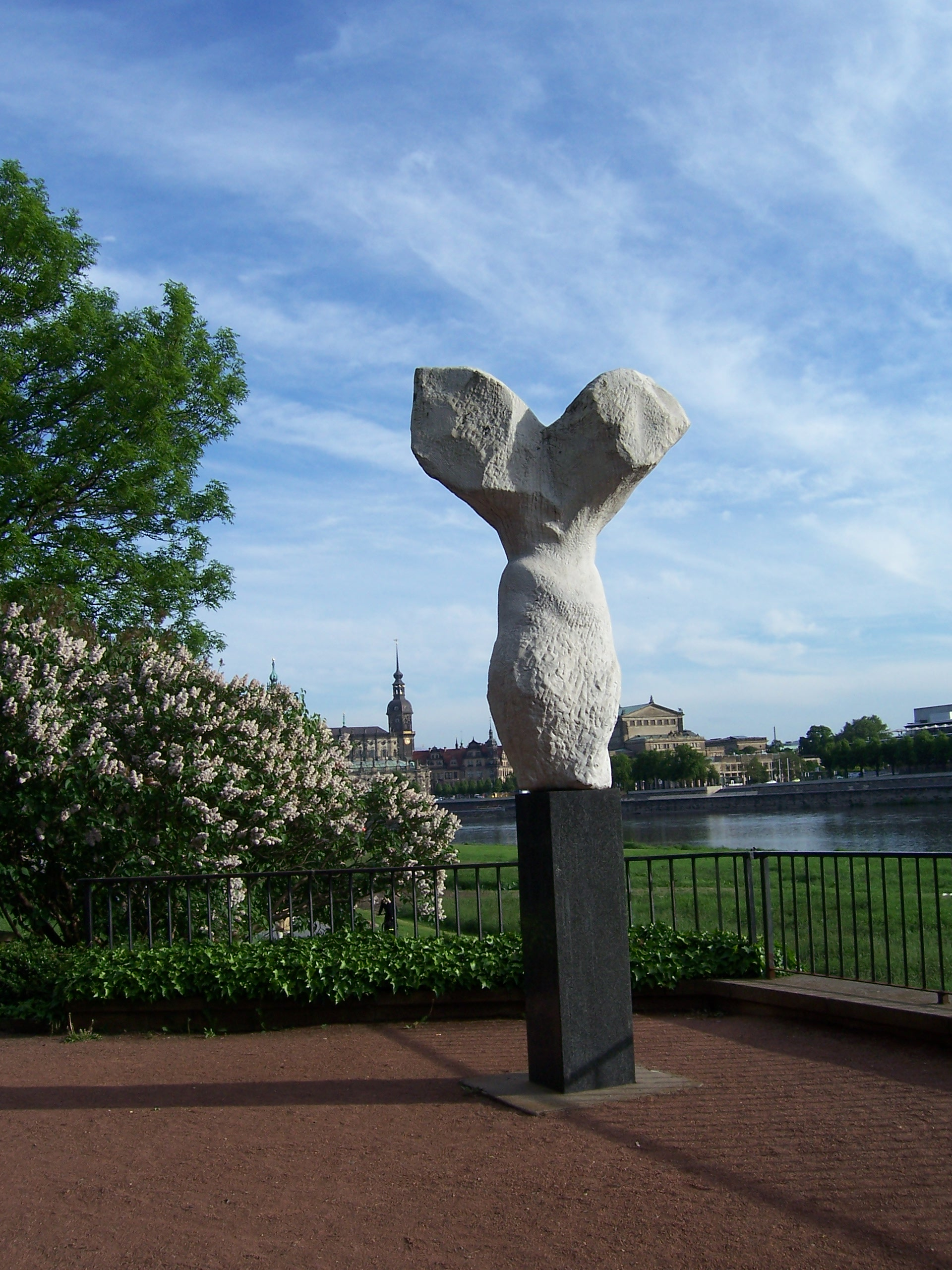
Sich befreien (1987)

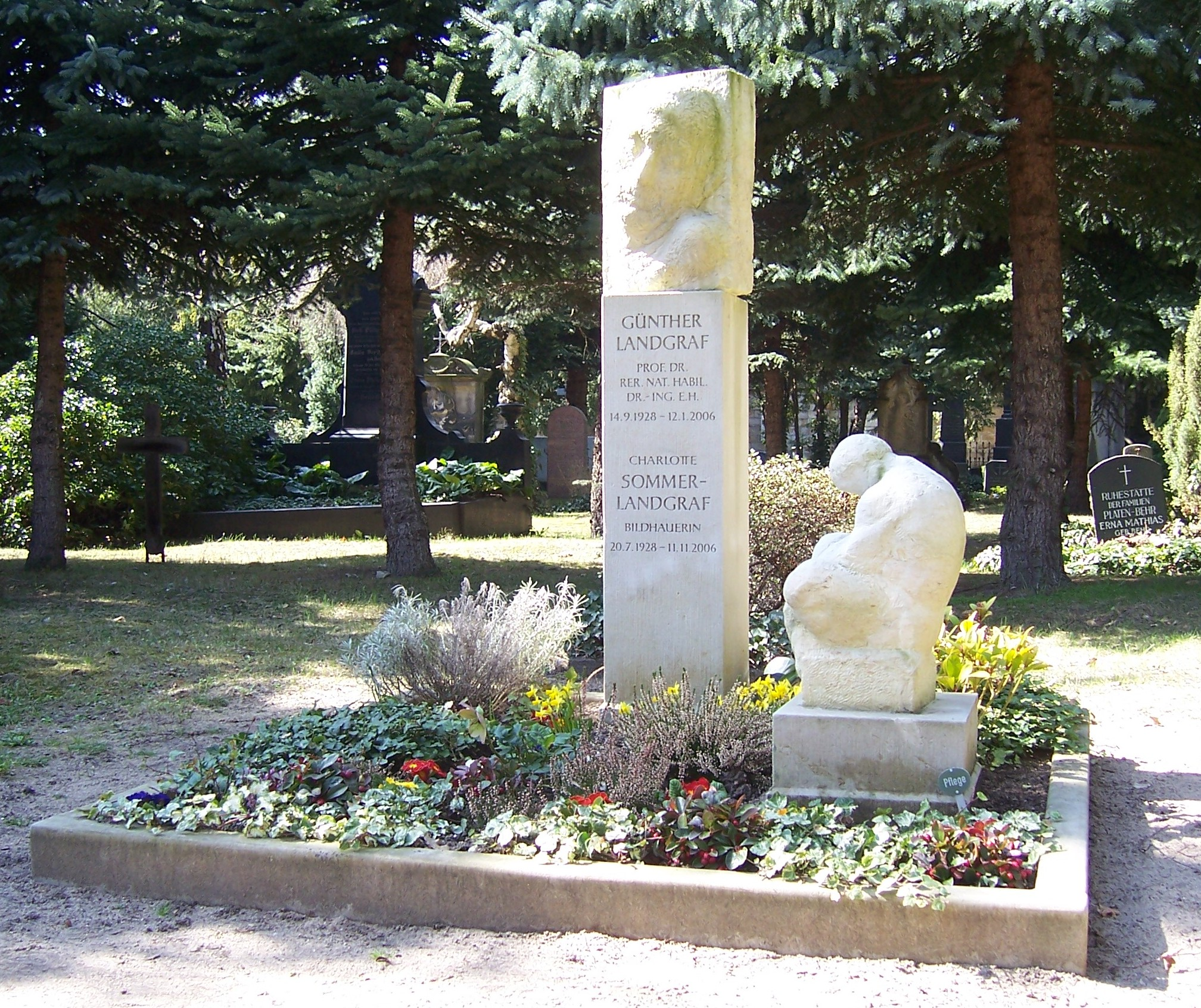
Grab von Charlotte Sommer-Landgraf auf dem Trinitatisfriedhof in Dresden

Nach dem Abitur 1947 studierte Charlotte Sommer-Landgraf von 1948 bis 1952 an der Abteilung Plastik der Hochschule für Bildende Künste Dresden. Ihre Lehrer waren neben Theodor Artur Winde (1886–1965) ab 1949 Fritz Koelle und Walter Arnold. Prägend wurde zudem die Begegnung mit Eugen Hoffmann, einem früheren Mitglied der Dresdner Sezession Gruppe 1919. Nach ihrem Studium war Charlotte Sommer-Landgraf an der Restaurierung der Staatsoper Berlin beteiligt.
Sie heiratete 1953 Günther Landgraf, den späteren Rektor der Technischen Universität Dresden, und brachte 1965 ihr viertes Kind zur Welt. In den 1950er Jahren wandte sie sich zuerst dem Zeichnen zu und beschäftigte sich mit Porträt- und Aktarbeiten. Ab 1952 arbeitete Sommer-Landgraf freischaffend als Bildhauerin. Sie löste sich bis zum Ende der 1970er Jahre zunehmend von einer plastischen Formensprache, die sich noch in ihrer Skulptur Stehender Knabe aus dem Jahr 1976 gezeigt hatte, für die ihr Sohn Bernd Modell stand.
In Bildhauersymposien in den Jahren 1977 bis 1979, während denen sie mit anderen Dresdner Künstlern wie Peter Makolies und Hartmut Bonk zusammentraf, entstanden zahlreiche überlebensgroße Sandsteinskulpturen, die unter anderem in Dresden aufgestellt wurden. Die Sandsteinskulptur Besinnung, die das Ergebnis eines Bildhauersymposiums im Prohliser Wäldchen in Dresden war, befindet sich heute auf dem Gelände der TU Dresden. Ab 1982 nutzte Charlotte Sommer-Landgraf zunehmend auch Marmor und Kalkstein für abstrakte Skulpturen. Zudem entstanden zahlreiche Medaillen und Büsten in Bronze, so zum Beispiel eine Stele zur Erinnerung an Robert Schumann, die 1986 an der Semperoper in Dresden aufgestellt wurde.
Im Jahr 1987 entstand Sommer-Landgrafs wohl bedeutendstes Werk, die monumentale Skulptur Sich befreien aus Carrara-Marmor, die 1990 im Palaisgarten in Dresden aufgestellt wurde und symbolisch für die Befreiung vom Sozialismus steht. Im Jahr 1981 nahm Charlotte Sommer-Landgraf einen Lehrauftrag an der Sektion Architektur der TU Dresden für „Figürliches Zeichnen“ an, der bis 1988 bestand.
Auf Anregung ihres Mannes begann Charlotte Sommer-Landgraf 1988, sich mit der Computergrafik zu beschäftigen. Erste Grafiken in Schwarz-Weiß entstanden auf einem Atari-Heimcomputer, später folgten Farbgrafiken, die mit einem 4-Farben-Nadeldrucker auf A4 gedruckt wurden. Günther Landgraf selbst entwickelte in der Folge Computerprogramme in Druckercode, die das Drucken mit bis zu 340 Farben auf der Grundlage der Töne gelb, rot, blau und schwarz ermöglichten. Spätere von Günther Landgraf entwickelte Programme in Visual Basic ermöglichten komplexe Grafiken der Größe 70 × 100 Zentimeter. Charlotte Sommer-Landgraf ging in ihren Computergrafiken nicht von einer Vorlage aus, die sie veränderte, sondern schuf ihre Werke ausschließlich am Computer, an dem sie mathematische Prozesse in grafische Strukturen umwandelte. Spätere Werke wurden auf Spezialpapier mit Tintenstrahltechnik gedruckt. Es entstanden zudem Collagen, die auf Computergrafiken basierten. Für ihre Grafiken wurde sie auf der internationalen „Cynetart“ 2001 in Dresden mit dem Ersten Preis für Computergrafik ausgezeichnet.
Ab 1988 entstanden auch kleinformatige Marmorskulpturen als Entwürfe für den öffentlichen Raum. Im Jahr 1992 wurde eine Porträtreihe fünf bedeutender Musiker in der Semperoper aufgestellt. Ab 1996 setzte Charlotte Sommer-Landgraf zahlreiche eigene Marmor-Skulpturen auch in Porzellan der Sächsischen Porzellan-Manufaktur Dresden in Freital um.
Charlotte Sommer-Landgraf war bis 1990 Mitglied des Verbands Bildender Künstler der DDR.
Ihr Grab befindet sich auf dem Trinitatisfriedhof in Dresden. Die gemeinsame Grabstätte mit ihrem Mann Günther Landgraf zieren zwei Plastiken Sommer-Landgrafs: eine figürliche sitzende Plastik sowie eine Büste Günther Landgrafs.

## Werke (Auswahl)
- Stehender Knabe (Bronze, 1976)
- Besinnung (Sandstein, 1981)
- Schafbrunnen (Steinplastik, 1983)

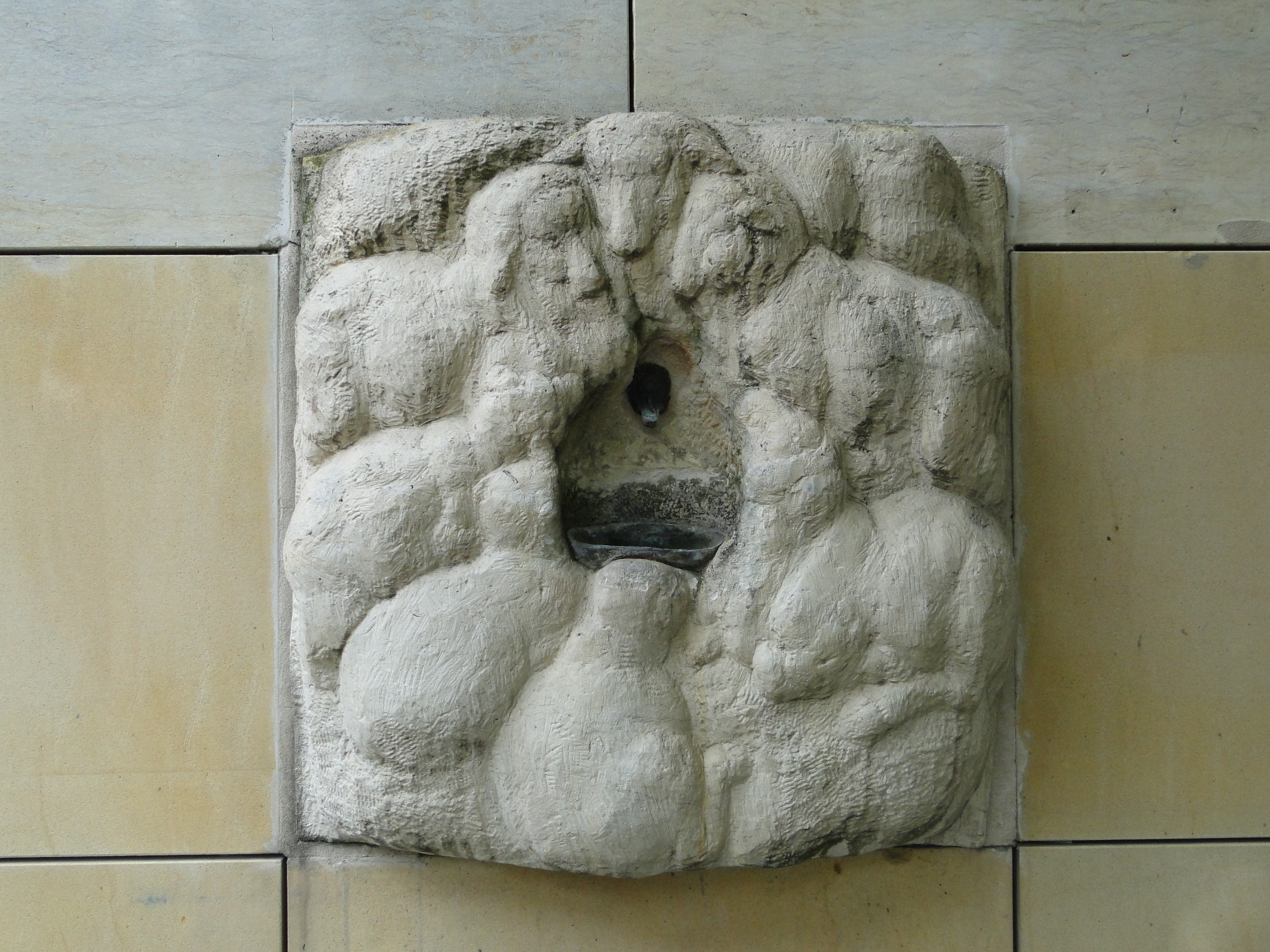
Schafbrunnen (1983)

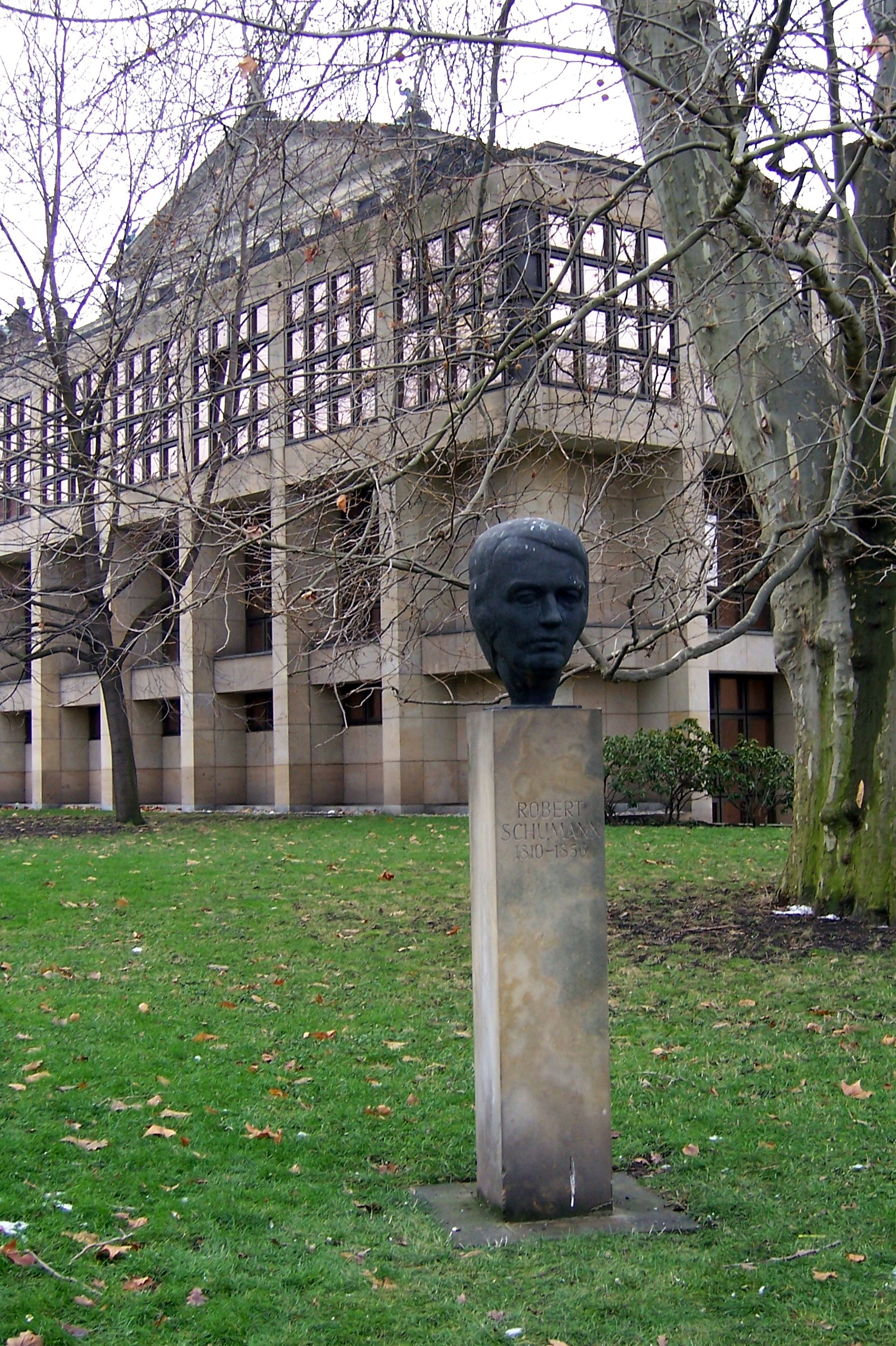
Robert-Schumann-Stele (1986) an der Semperoper Dresden

- dreiteilige Skulpturengruppe aus Vraza-Kalkstein auf der Hochschulstraße Dresden (1993 um eine weitere Plastik ergänzt)
- Robert-Schumann-Stele (Bronze, 1986)
- Sich befreien (Marmor, 1987)
- Büste Günther Landgraf (Bronze, 1993)
- Dreiecke in Rot, Schwarz und Grau (Farbserigrafie, 1994)
- Plastiken im Landschaftsgarten Backhaus-Barnett in Rodisleben
- Plastik sich Aufbäumender im Sonneneck Dresden-Gorbitz (Sandstein, 1986)

Porträts in Bronze, wie zum Beispiel von Heinrich Schütz, Otto Dix oder Robert Schumann, befinden sich heute unter anderem in und neben der Semperoper in Dresden. Sandstein- und Marmorskulpturen im öffentlichen Raum wurden unter anderem in Dresden, Dortmund und Karlsruhe aufgestellt. Die Nationalgalerie Berlin, das Kupferstichkabinett Dresden und das Lindenau-Museum in Altenburg besitzen neben anderen Museen Computergrafiken von Charlotte Sommer-Landgraf. Porzellanversionen ihrer Marmorskulpturen befinden sich u. a. im Deutschen Porzellanmuseum in Hohenberg. Auch die TU Dresden besitzt zahlreiche Computergrafiken und Kleinplastiken sowie diverse Skulpturen, die sich auf dem Gelände der Universität befinden.

## Ausstellungen (unvollständig)

### Einzelausstellungen
- 1978: Galerie Kunst der Zeit, Dresden
- 1979: Kunstausstellung Kühl, Dresden
- 1986: Nikolaikirche, Leipzig
- 1990: „Skulptur, Plastik und Computergrafik“, Zentralinstitut für Kernforschung Rossendorf bei Dresden
- 1990–92: Ausstellungen u. a. in München, Berlin, Bonn, Helsinki und London
- 1994: Galerie Kunst der Zeit, Dresden
- 1995: Dresdner Bank, Dresden
- 1996: World Trade Center, Dresden
- 1997: Williams Gallery, New Yersey
- 1997: Digital Salon, New York
- 1998: „Originaltintenstrahldrucke, eine neue grafische Disziplin“, Forschungszentrum Rossendorf
- 1998: Kulturrathaus Dresden
- 2000: Rider-University Pennington, USA
- 2001: Galerie Döbele, Dresden.[1]
- 2001: „Computergrafik“ Kunsthalle art'otel, Dresden, heute Penck-Hotel
- 2002: Charlotte Sommer-Landgraf – Abstraktionen in Porzellan, Kunstgewerbemuseum Dresden in Schloss Pillnitz
- 2002: „Originaltintenstrahldrucke“. Kunsthalle Rostock
- 2003: Keep on looking. Fragen zur Kunst. Kunsthaus Dresden
- 2004: Die Algorithmische Revolution. Zur Geschichte der interaktiven Kunst. ZKM Karlsruhe
- 2007: Ins Universum der Technischen Bilder. Charlotte Sommer-Landgraf. Computer – Kunst – Bilder. ALTANA-Galerie Kunst + Technik der TU Dresden
- 2015: „200 Jahre Trinitatisfriedhof zu Dresden“. Computergrafiken und Skulpturen.[2]
- 2016: „Visionen des Weiblichen“. 75 Positionen zur Kunst aus Dresden, Partnerstädten und anderen Orten Deutschlands, Messe Dresden.[3]
- 2019: „Weggefährtinnen“. DRESDNER Sezession 89 e.V. Beteiligung.[4]
- 2021–2022: „A bit of Art. Der Computer als Medium des Künstlers“ – 5 Werke von Charlotte Sommer-Landgraf.[5]
- 2022–2023: „System und Revision“. Erwerbungen und Auftragsarbeiten aus den 1970er- und 80er Jahren. Der Kunstbesitz der TU Dresden. Beteiligung.[6]
- 2023: „Computergrafik/Skulpturen/Plastik“ aus dem Nachlass der Künstlerin, Schloss Struppen

### Teilnahme an zentralen und wichtigen regionalen Ausstellungen in der DDR
- 1953, 1958, 1982/1983 und 1987/1988: Dresden, Dritte und Vierte Deutsche Kunstausstellung und IX. und X. Kunstausstellung der DDR
- 1972, 1974, 1979 und 1984: Dresden, Bezirkskunstausstellungen
- 1981: Dresden, Ausstellungszentrum am Fučík-Platz („25 Jahre NVA“)
- 1985: Dresden, Albertinum („Bekenntnis und Verpflichtung“)
- 1987: Dresden, Galerie Rähnitzgasse („Wirklichkeit und Bildhauerzeichnung“)

## Auszeichnungen
- 2001: Preis für Computer-Graphik im Internationalen Festival für computergestützte Kunst CYNETart
- 2007: Künstlerfilm „Charlotte Sommer-Landgraf. Stein und Pixel“